# Haemophilus influenzae
Haemophilus influenzae type b, afgekort Hib, is een gramnegatieve bacterie. Deze maakt soms deel uit van de commensale flora van de bovenste luchtwegen. De bacterie wordt door hoesten en niezen van de ene op de andere persoon overgebracht. Naast type b zijn er nog vijf andere types beschreven, maar vooral type b veroorzaakt frequent ziekte.

## Ziektebeeld
Ongeveer vijf procent van de gevallen van hersenvliesontsteking bij zuigelingen en peuters in Nederland wordt veroorzaakt door deze bacterie. Van de honderd kinderen die deze ontsteking krijgen door Hib, overlijden gemiddeld twee kinderen en bijna tien kinderen houden er een ernstige handicap (doofheid, epilepsie, geestelijke achterstand) aan over. Daarnaast kan de Hib-bacterie nog andere ernstige verschijnselen veroorzaken, zoals epiglottitis (= zwelling van het strotklepje, waardoor kinderen kunnen stikken), middenoorontsteking, bijholteontsteking, longontsteking en ontsteking van de gewrichten.
Naast kinderen behoren ook ouderen en patiënten met voorbeschikkende factoren tot de risicogroepen.

## Vaccinatie
Inenting met Hib-vaccin biedt volledige bescherming tegen Hib-ziekten. Maar, zoals vermeld, wordt hersenvliesontsteking slechts in vijf procent van de gevallen veroorzaakt door de Hib-bacterie. Kinderen die tegen Hib-ziekten zijn ingeënt kunnen dus nog wel hersenvliesontsteking krijgen die door een andere bacterie of virus wordt veroorzaakt. De vaccinatie is opgenomen in het Nederlandse Rijksvaccinatieprogramma.
Het vaccin is een geconjugeerd vaccin. B-cellen met een immunoglobuline tegen het polysacharide van het vaccin zullen het conjugaat opnemen. De proteïne-component van het vaccin zal gepresenteerd worden op het oppervlak van de B-cel met behulp van klasse II-MHC-moleculen, de T-helper-cel zal hier op binden en hierdoor zal de B-cel geactiveerd worden zodat de B-cel antilichamen gaat aanmaken tegen het bacterieel polysacharide.
Om Haemophilus influenzae te kweken op een voedingsbodem dienen de X-factor én de V-factor aanwezig te zijn. Dit kan bijvoorbeeld met chocoladeplaat of bloedplaat met voedster). Met 'voedster' wordt hier bijvoorbeeld een Staphylococcus aureus bedoeld die op de bloedagarplaat wordt meegeënt en zodoende de X-factor en de V-factor levert voor de groei van de Haemophilus influenzae.